# 萧整
萧整（?—?），字公齐，东海郡兰陵县中都乡中都里人。晋朝淮阴县令。
永嘉之乱，萧整过江居住在晋陵郡武进县之东城里。北方人寓居江左，侨置本土，加以南名，于是萧整为南兰陵兰陵人。
後來入了齊梁的七廟。
皇祖淮阴令府君神室奏《凯容乐》歌辞：“严宗正典，崇飨肇禋。九章既饰，三清既陈。昭恭皇祖，承假徽神。贞佑伊协，卿蔼是邻。”

## 家族

### 祖父
萧豹，官至广陵府丞，萧望之生光禄大夫萧育，萧育生御史中丞萧绍，萧绍生光祿勳萧闳，萧闳生济阴太守萧阐，萧阐生吴郡太守萧永，萧永生中山相萧苞，萧苞生博士萧周，萧周生蛇丘长萧矫，萧矫生州从事萧逵，萧逵生孝廉萧休，萧休生萧豹。皇祖广陵丞府君神室奏《凯容乐》歌辞：“国昭惟茂，帝穆惟崇。登祥纬远，缔世景融。纷纶睿绪，菴蔚王风。明进厥始，浚哲文终。”

### 父
萧裔，官至太中大夫，皇祖太中大夫府君神室奏《凯容乐》歌辞：“璇条夤蔚，琼源浚照。懋矣皇烈，载挺明劭。永言敬思，式恭惟教。休途良鳷，荣光有耀。”

### 子
- 即丘令萧隽，南齐高帝萧道成的祖先
- 济阴太守萧鎋，南梁武帝萧衍的祖先
- 蕭烈[3]